# Car Cheng od Hana
Car Cheng od Hana (51. pr. Kr. - 7. pr. Kr.) bio je kineski car iz dinastije Han koji je vladao od 33. pr. Kr. do 7. pr. Kr. Pod njegovom vladavinom režim dinastije Han je počeo slabiti uz istovremeno jačanje klana Wang, koje je bilo započelo u doba prethodnog vladara, njegova oca - cara Yuana. To je dovelo do širenja korupcije u carskoj upravi i niza pobuna širom zemlje. 

## Obitelj
Cheng je bio sin cara Yuana i carice Wang Zhengjun.
Imao je dvije carice, Xu i Zhao Feiyan. Imao je i konkubine:
- supruga Ban
- supruga Zhao Hede
- supruga Li Ping
- supruga Cao
- supruga Xu

Cheng je upamćen kao vladar koji se više zanimao za žene nego za državne poslove, ali koji nije uspio dobiti direktnog nasljednika. Nakon smrti ga je naslijedio nećak Ai.